# Sphaerodactylus graptolaemus
Sphaerodactylus graptolaemus este o specie de șopârle din genul Sphaerodactylus, familia Gekkonidae, descrisă de Thaddeus William Harris și Kluge 1984. Conform Catalogue of Life specia Sphaerodactylus graptolaemus nu are subspecii cunoscute.